# Église de Jérusalem de Berlin

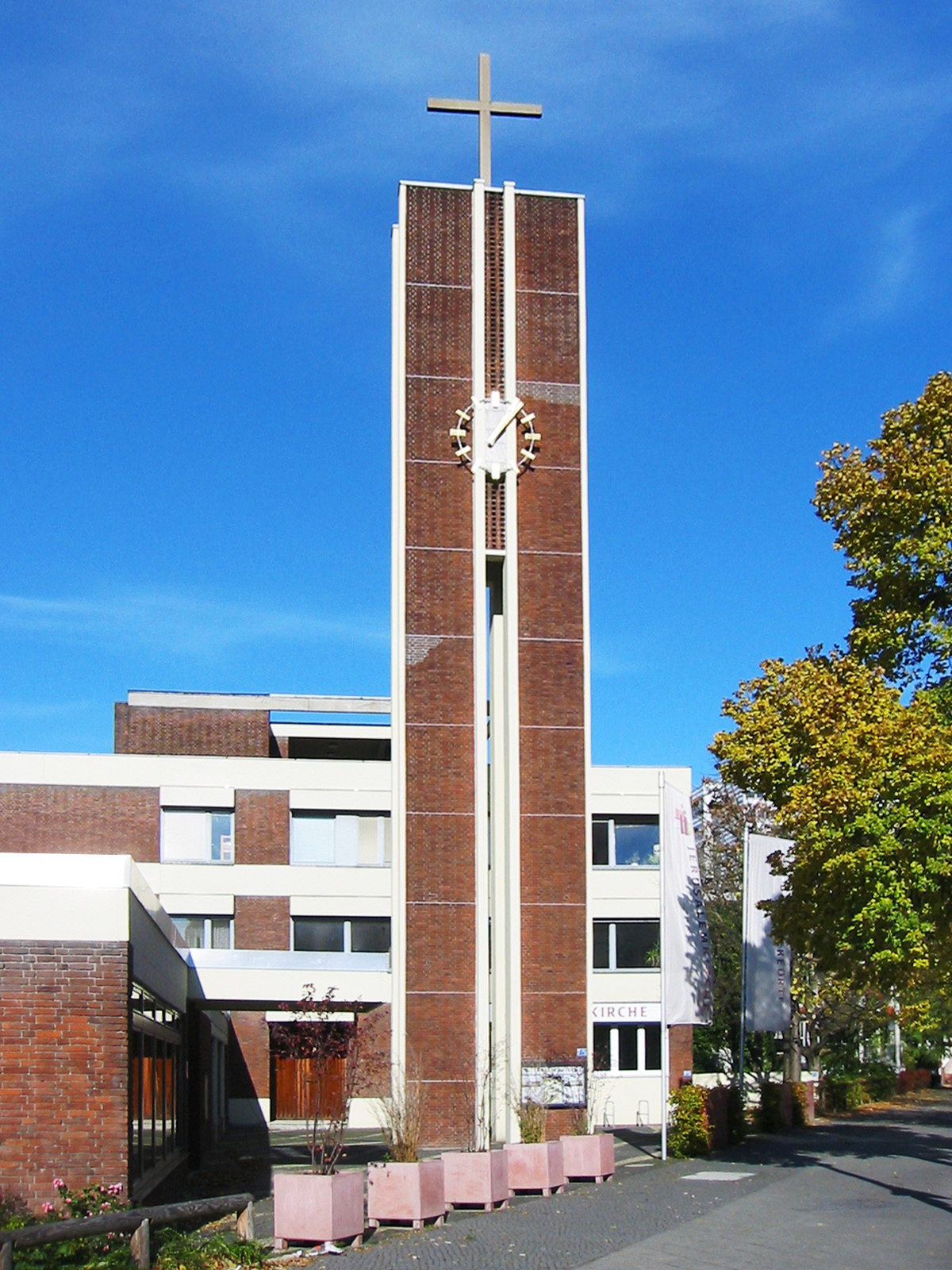
Église de Jérusalem à Berlin-Kreuzberg

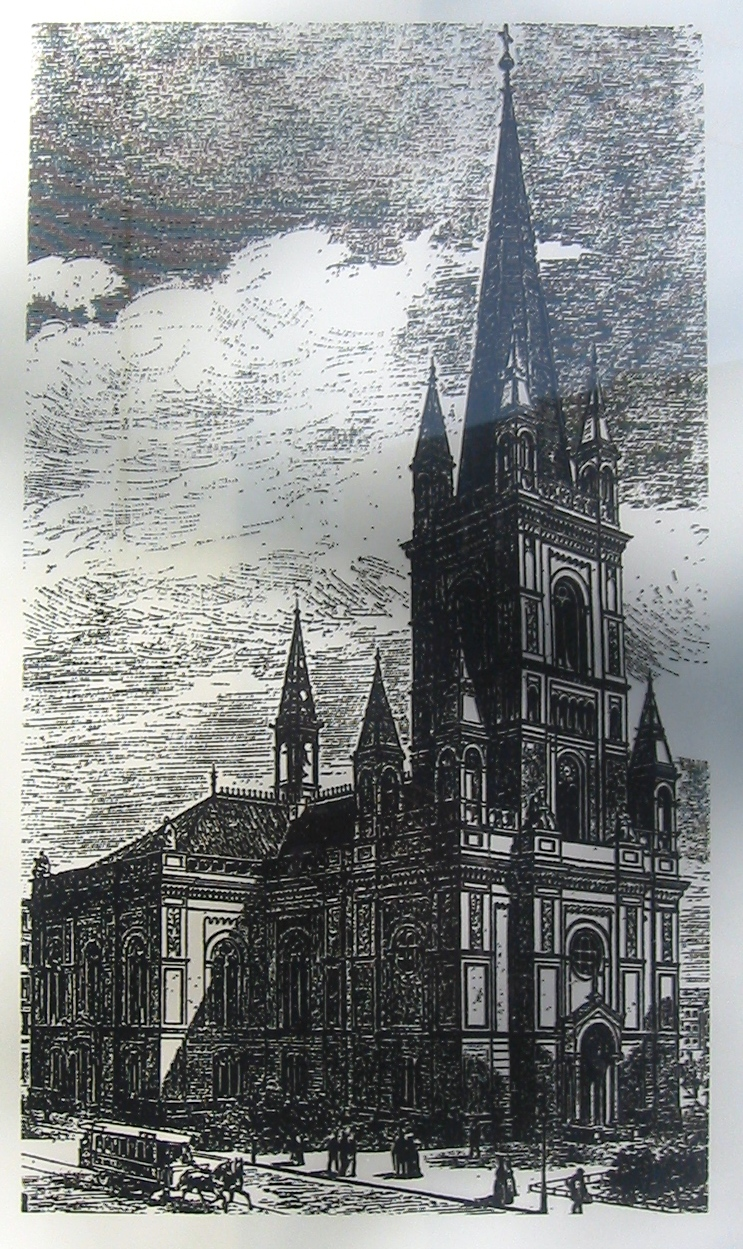
Église de Jérusalem après la reconstruction de 1878/1879

L'église de Jérusalem est l'une des plus anciennes églises de Friedrichstadt à Berlin et un lieu actuel dans le quartier des églises de Berlin Stadtmitte (de).

## Histoire

### De la chapelle à la grande église
L'église de Jérusalem est mentionnée pour la première fois en 1484 sous le nom de Capelle Hierusalem. Un citoyen berlinois du nom de Müller a fait don de la chapelle, qui se trouve encore à l'extérieur de la ville, en souvenir de son pèlerinage à Jérusalem et l'a dédie à Saint-Marie, Saint-Sébastien et Saint-Fabien. En 1679, le conseiller du prince électeur von Martitz fait une fondation supplémentaire pour la construction d'un petit hôpital pour veuves et fait agrandir la chapelle en 1687-1689 par Giovanni Simonetti (de) en 1687-1689. En 1725-1731, une nouvelle construction est érigée d'après les plans de Philipp Gerlach. Comme l'église est désormais devenue le lieu de culte le plus important pour les habitants de Friedrichstadt, luthériens que calvinistes, l'église s'appelle désormais «l'église de Friedrichstadt». En 1747, la partie supérieure de la tour, construite en bois mais mal réalisée, doit être démontée et remplacée par un toit de fortune. En 1836, Friedrich Wilhelm Langerhans rénove l'édifice, dont les plans sont mis en œuvre par Carl Scheppig (de), élève de Schinkel et son chef de chantier. Ce n'est qu'en 1838 que l'église est à nouveau dotée d'une flèche élancée, dessinée par Karl Friedrich Schinkel. En 1875, l'église est fermée pour cause de délabrement. Edmund Knoblauch (de) (1841-1883) donne à l'église sa dernière forme de 1878 à 1879. En raison de l'expansion du quartier des journaux et du départ de la population résidente, le nombre de paroissiens diminue rapidement et les 1366 places assises ne peuvent bientôt plus être remplies. En 1941, l'église est vendue à l'Église orthodoxe roumaine de Berlin.

### Destruction et nouvelle construction
Pendant la Seconde Guerre mondiale,le 3 février 1945, le quartier du gouvernement et des journaux subit la plus grand raid aérien. Au centre de celui-ci se trouve l'église de Jérusalem, qui est presque entièrement détruite. Après la fin de la guerre, le nouveau gouvernement n'est guère intéressé par les ruines d'une église dans la partie ouest de Berlin. En revanche, l'éditeur Axel Springer a jeté son dévolu sur le terrain pour y construire son bâtiment d'édition. En 1961, les ruines de l'église de Jérusalem sont dynamitées.
Un nouveau bâtiment est construit en 1968 à angle aigu de la Lindenstraße (de) et de la Markgrafenstrasse. La maison Axel-Springer (de) occupe maintenant une partie du site d'origine de l'église de Jérusalem. Le contour de l'ancienne église de Jérusalem sur la Rudi-Dutschke-Straße (de) est tracé avec une double rangée de pierres rouges en guise de rappel. La fondation de l'église est enregistrée sous le numéro 09031270 dans la base de données des monuments du département du développement urbain du Sénat de Berlin. Certaines pierres de l'ancienne église sont récupérées des décombres et sont rattachées à la façade de la nouvelle église.

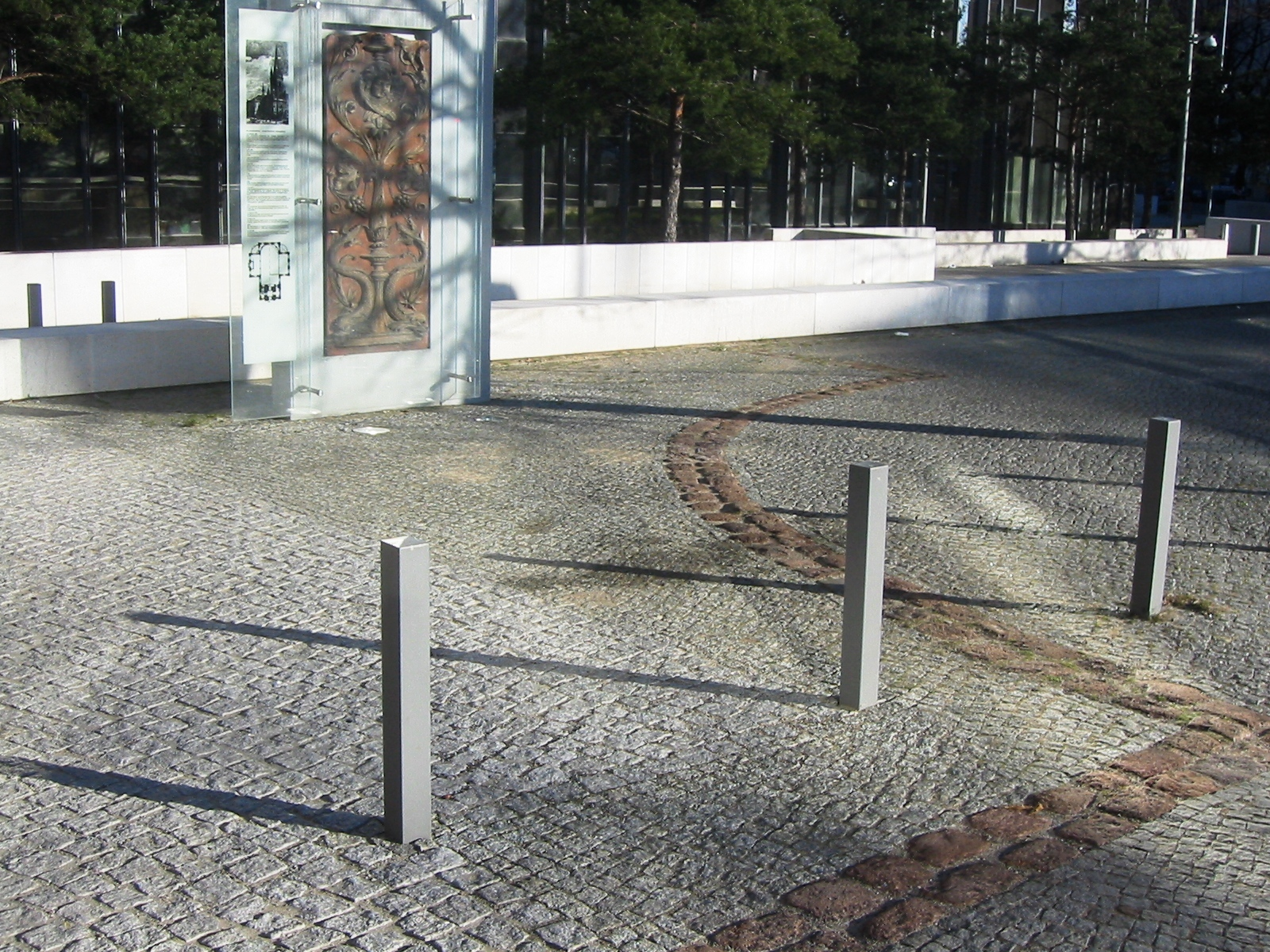
Aperçu de l'ancienne église de Jérusalem
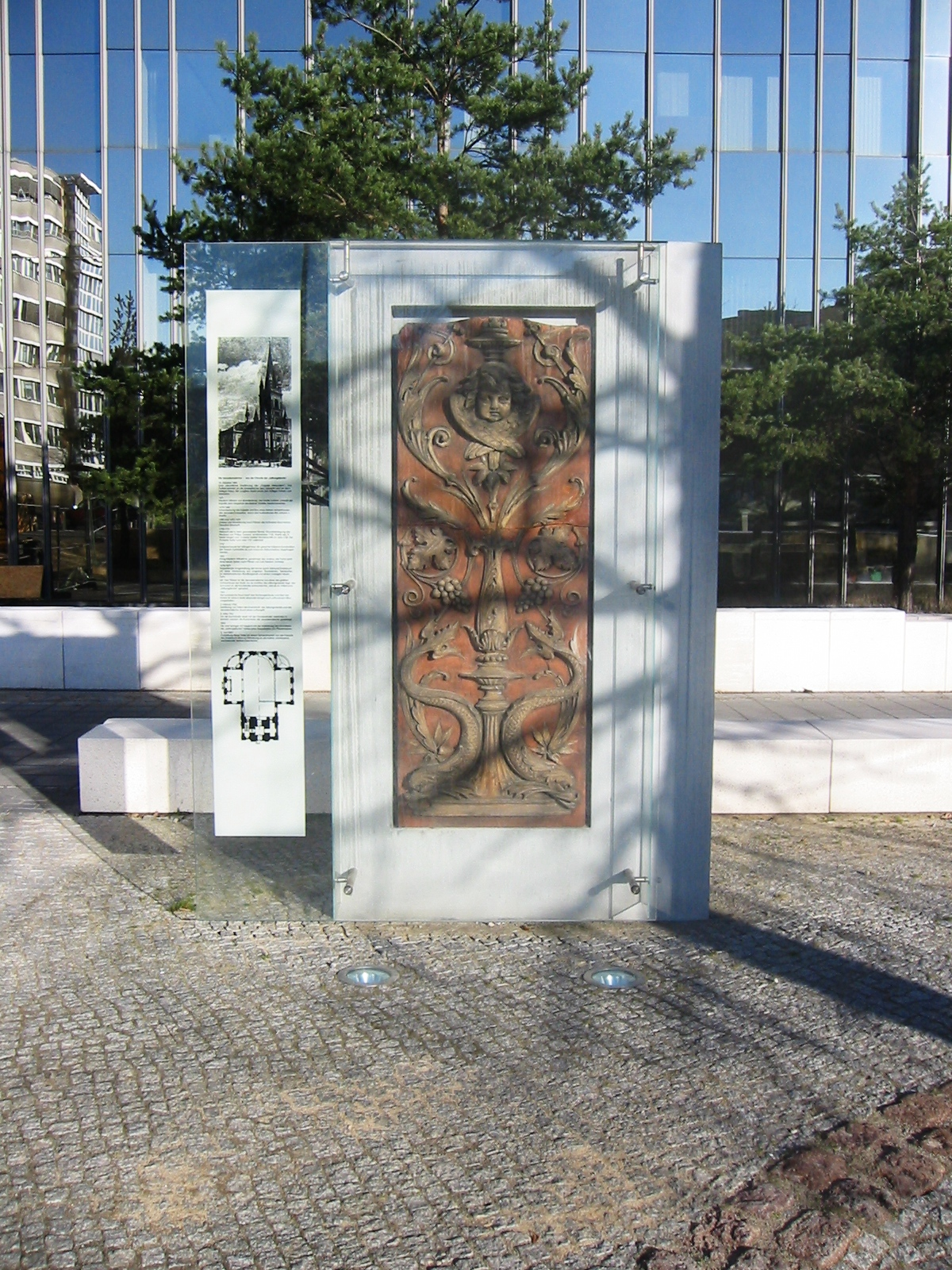
Panneau d'affichage à l'ancien emplacement
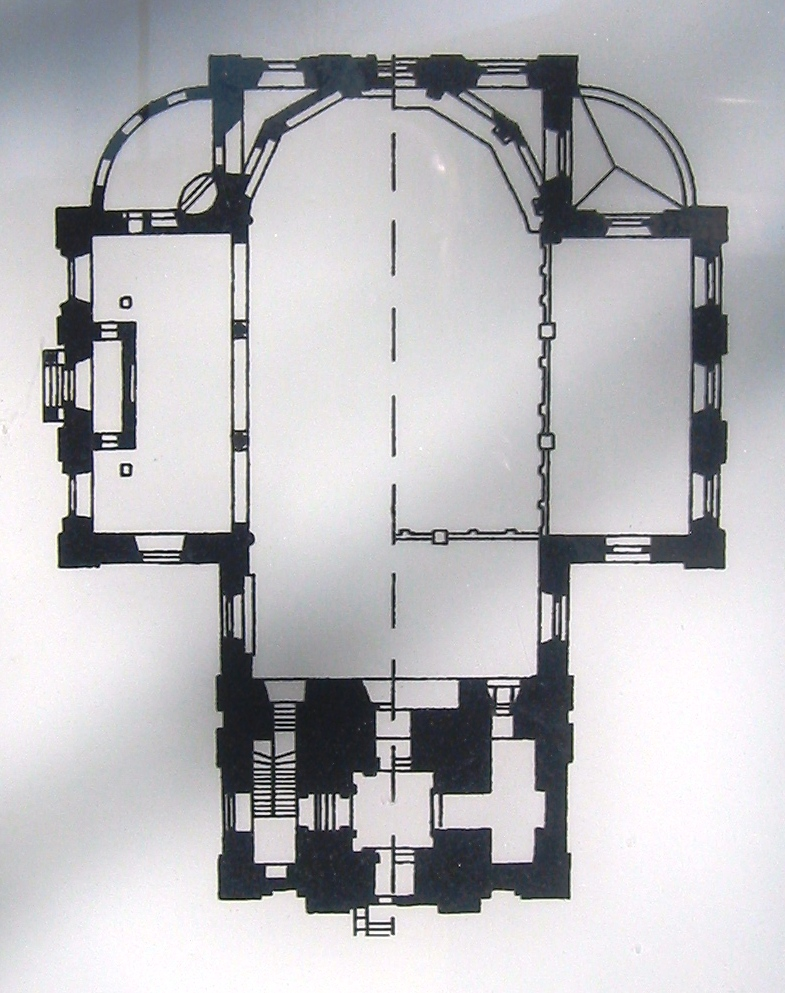
Plan au sol de l'ancienne église
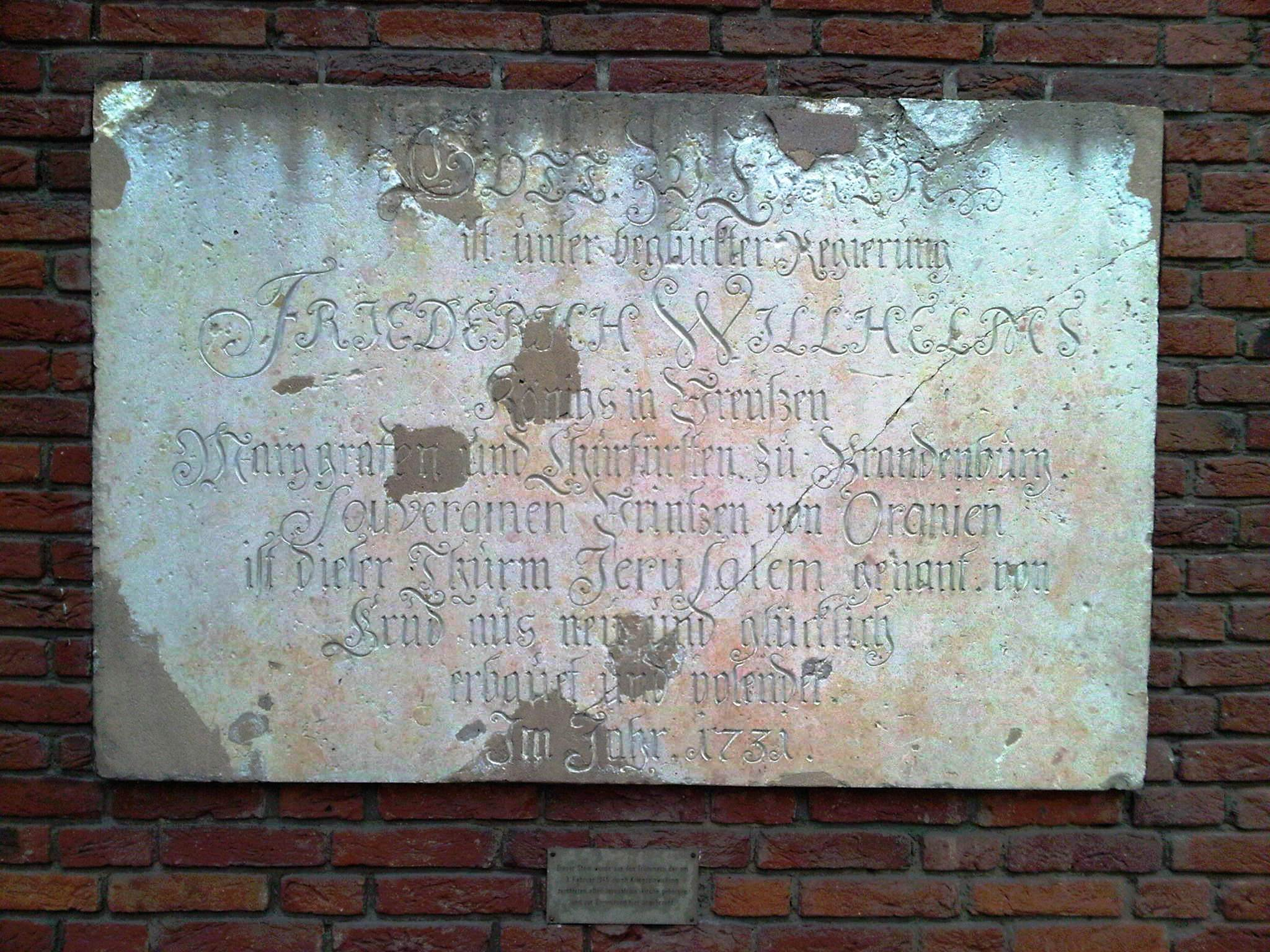
Moellons de l'ancienne église de Jérusalem

## L'église de Jérusalem comme lieu
Après la fusion de la paroisse protestante de Jérusalem avec quatre autres paroisses en 2001, les services religieux n'ont pratiquement plus lieu dans l'église de Jérusalem. En 2007, l'église de Jérusalem est transformée en lieu de manifestation par la société Besondere Orte Umweltforum Berlin GmbH. Des réunions, des congrès et d'autres événements ont lieu dans ses locaux et donnent une nouvelle vie au lieu de culte.